# Shorttrack-Weltmeisterschaften 1983
Die Shorttrack-Weltmeisterschaften 1983 fanden vom 8. bis zum 10. April 1983 im japanischen Tokio statt. Mehrkampfweltmeister wurden die Kanadier Sylvie Daigle und Louis Grenier.

## Ablauf
Im Rahmen der Shorttrack-WM 1983 wurden Einzelrennen über 500, 1000, 1500 und 3000 Meter (jeweils Frauen und Männer) sowie Staffeln über 3000 Meter (Frauen) und 5000 Meter (Männer) gelaufen. Die Finalteilnehmer auf jeder Einzelstrecke erhielten gemäß ihrer Platzierung Punkte (fünf für den Sieger, drei für den Zweiten, zwei für den Dritten und einen für den Vierten), die zusammengerechnet eine Gesamtwertung ergaben. Die besten Athleten dieser Wertung nach den ersten drei gelaufenen Distanzen qualifizierten sich für das Superfinale über 3000 Meter. Die Erstplatzierten der Einzelstrecken werden von der ISU nicht als Weltmeister geführt, sondern ausschließlich die Sieger der Gesamtwertung (= des Mehrkampfes) und der Staffeln.
Die Weltmeisterschaft fand auf der Eisbahn des Shinagawa Prince Hotels in Tokio statt. Insgesamt nahmen 35 Sportlerinnen und 41 Sportler aus 12 Nationen an den Rennen teil.
Bei den Frauen gewann Sylvie Daigle auf jeder Teilstrecke sowie in der Mehrkampfwertung und mit der kanadischen Staffel. Auch bei den Männern gingen alle Siege an kanadische Sportler: Der Mehrkampfweltmeister Louis Grenier war über 500, 1000 und 3000 Meter am schnellsten, sein Teamkollege Michel Delisle über 1500 Meter. Zusammen mit Benoit Lamarche und Guy Daignault gewannen Grenier und Delisle außerdem das Staffelrennen.

## Ergebnisse

### Frauen
| Wettbewerb         | Gold                                                                    | Gold        | Silber                                                                    | Silber      | Bronze                                                                                     | Bronze      |
| Wettbewerb         | Sportlerin                                                              | Leistung    | Sportlerin                                                                | Leistung    | Sportlerin                                                                                 | Leistung    |
| ------------------ | ----------------------------------------------------------------------- | ----------- | ------------------------------------------------------------------------- | ----------- | ------------------------------------------------------------------------------------------ | ----------- |
| 500 Meter          | Sylvie Daigle                                                           | 0:49,54 min | Mika Katō                                                                 | 0:49,80 min | Maryse Perreault                                                                           | 0:50,29 min |
| 1000 Meter         | Sylvie Daigle                                                           | 1:43,66 min | Bonnie Blair                                                              | 1:44,03 min | Mika Katō                                                                                  | 1:44,03 min |
| 1500 Meter         | Sylvie Daigle                                                           | 2:53,29 min | Miyoshi Katō                                                              | 2:53,69 min | Hiromi Takeuchi                                                                            | 2:53,69 min |
| 3000 Meter         | Sylvie Daigle                                                           | 6:10,88 min | Mika Katō                                                                 | 6:10,88 min | Maryse Perreault                                                                           | 6:11,37 min |
| Gesamtwertung      | Sylvie Daigle                                                           | 20 Punkte   | Mika Katō                                                                 | 9 Punkte    | Maryse Perreault                                                                           | 4 Punkte    |
| 3000-Meter-Staffel | KanadaSylvie Daigle Nathalie Lambert Maryse Perreault Marie-José Martin | 4:55,07 min | JapanMiyoshi Katō Eiko Shishii Hiromi Takeuchi Mika Katō Mariko Kinoshita | 4:59,83 min | Vereinigte StaatenBonnie Blair Lydia Stephans Michelle Kline Gloria Bogacki Maura d’Andrea | 5:12,25 min |

### Männer
| Wettbewerb         | Gold                                                             | Gold        | Silber                                                                        | Silber      | Bronze                                                                             | Bronze      |
| Wettbewerb         | Sportler                                                         | Leistung    | Sportler                                                                      | Leistung    | Sportler                                                                           | Leistung    |
| ------------------ | ---------------------------------------------------------------- | ----------- | ----------------------------------------------------------------------------- | ----------- | ---------------------------------------------------------------------------------- | ----------- |
| 500 Meter          | Louis Grenier                                                    | 0:45,37 min | Guy Daignault                                                                 | 0:45,56 min | Patrick Moore                                                                      | 0:47,92 min |
| 1000 Meter         | Louis Grenier                                                    | 1:39,21 min | Guy Daignault                                                                 | 1:39,52 min | Michel Delisle                                                                     | 1:39,52 min |
| 1500 Meter         | Michel Delisle                                                   | 2:37,60 min | Toshinobu Kawai                                                               | 2:39,69 min | Louis Grenier                                                                      | 2:48,81 min |
| 3000 Meter         | Louis Grenier                                                    | 5:33,33 min | Tatsuyoshi Ishihara                                                           | 5:33,64 min | Yūichi Akasaka                                                                     | 5:34,32 min |
| Gesamtwertung      | Louis Grenier                                                    | 17 Punkte   | Michel Delisle                                                                | 8 Punkte    | Guy Daignault                                                                      | 6 Punkte    |
| 5000-Meter-Staffel | KanadaBenoit Lamarche Guy Daignault Louis Grenier Michel Delisle | 7:46,27 min | AustralienDanny Kah Harry Spragg Michael Richmond George Fabian Michael Hearn | 7:55,71 min | JapanHiroshi Toda Tatsuyoshi Ishihara Toshinobu Kawai Yūichi Akasaka Masaki Yasuda | 7:55,71 min |

## Medaillenspiegel
| Platz | Land               |   |   |   |    |
| ----- | ------------------ | - | - | - | -- |
| 1     | Kanada             | 4 | – | 1 | 5  |
| 2     | Japan              | – | 3 | 2 | 5  |
| 3     | Australien         | – | 1 | – | 1  |
| 4     | Vereinigte Staaten | – | – | 1 | 1  |
| Total | Total              | 4 | 4 | 4 | 12 |